# Paródia

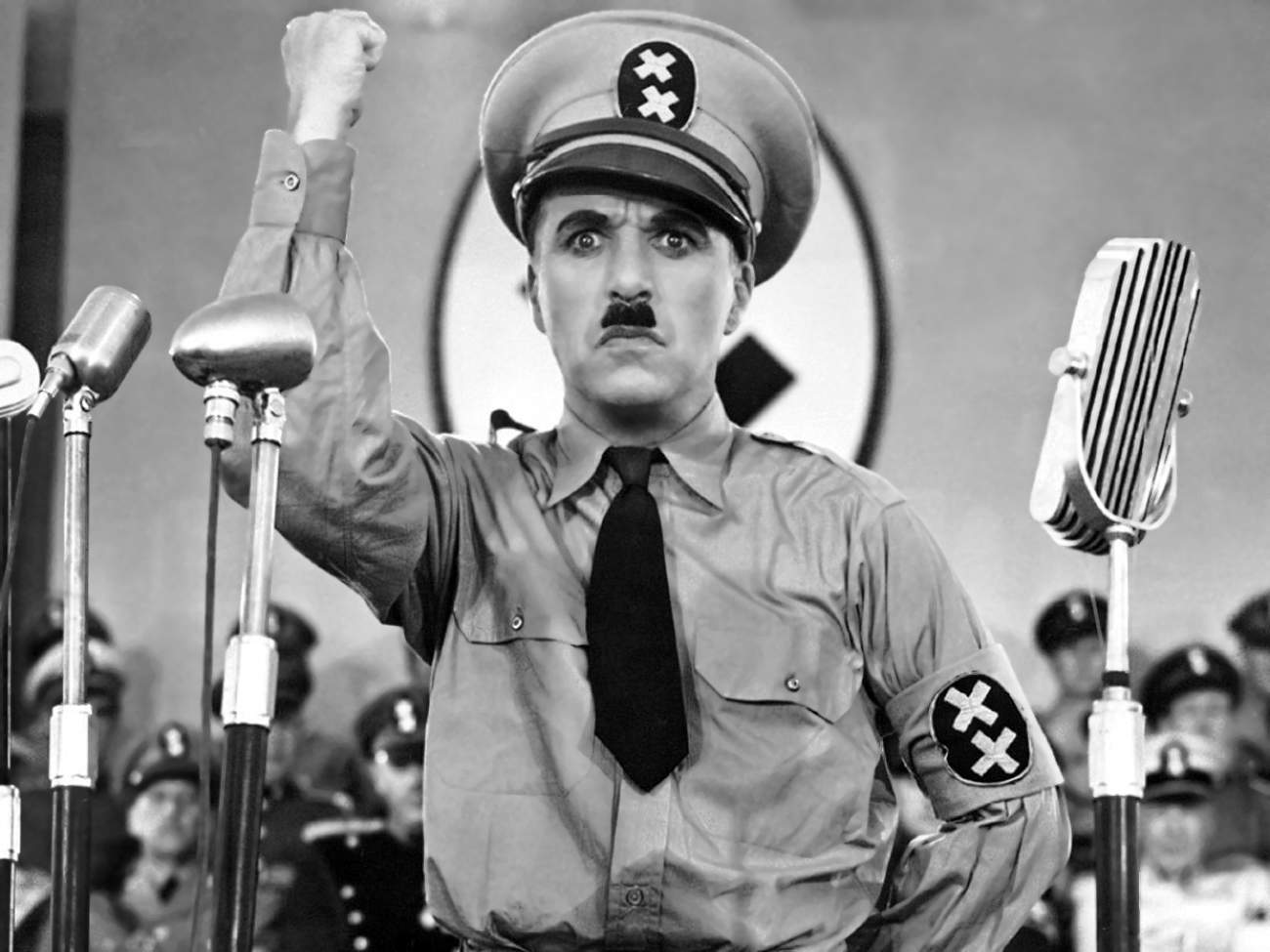
Charlie Chaplin paródiája Adolf Hitler alakjáról A Diktátor című filmben (1940)

A paródia mai értelmében egy többnyire közismert mű, műfaj, zenemű, előadó komikus hatású utánzása, nyílt gúnyolása vagy ironizálása szórakoztató céllal. Lehet parodizálni jelenségeket, eseményeket is, továbbá a szerző akár önmagát is parodizálhatja.
A paródia alkotója elemzi művének tárgyát és annak felismeri és utánozza a jellemző formai karakterjegyeit, miközben az arányok megváltoztatásával eltorzítva komolytalanná teszi azokat, kiemelve ezzel a komikus jellegzetességeit.

## A szó eredete
Görög eredetű szó: paródeo. Eredeti jelentése egy-egy dal gúnyos, torzított előadása volt.

### Travesztia
A paródiával rokon műfaj, a karikírozás, gúnyolás egyik változata (az olasz travistere 'átöltöztetni' szó nyomán). Lényege szerint az alapművet úgy alakítja át, hogy legfőbb elemeiben változatlanul hagyja, de szatirikus környezetbe emeli, s maga a méltatlan kontextus torzító hatása lesz a komikum forrása. Pl. egy énekes zenemű szó szerint, de hamisan, kornyikálva, az eredeti dallamot eltorzítva hangzik el. Ha vöröshagyma, paradicsom és paprika helyett tulipánhagyma, pipacs és dinnyehéj alkotja az étket, akkor az lecsó-paródia. Azonban az alapvető hozzávalók felhasználásával készített, ámde tányér helyett tűzoltósisakban fölszolgált, kés-kanál-villa híján evőpálcikával, abrosz vs. szabásmintán szervírozott gasztrojelenség esetében lecsó-travesztiával van dolgunk.

## Története
Paródiák már az ókorban is születtek. A Békaegérharc – melyet Csokonai Vitéz Mihály is átültetett magyarra – az időszámítás előtti 5-6. században születhetett, és a homéroszi eposzokat gúnyolja ki a héroszok helyett jelentéktelen figurákról szőve egy „nagyszabású” háborúról szóló nevetséges történetet.
A többszólamúság (polifónia) kialakulásának elején, a 16. században terjedtek el a világi dallamra írt misekompozíciók. Ezekben az eredeti dallamra már nem lehetett ráismerni az ellenpontos kidolgozás miatt, ám a misét az eredeti énekről nevezték el. Ezeket a műveket nevezték paródiáknak. A tridenti zsinat foglalkozott egyházzenei kérdésekkel is; ezután a paródiákat visszaszorították.

## Magyar irodalmi példák
Csokonai Vitéz Mihály Dorottyája, Petőfitől A helység kalapácsa is műfaji paródia, akárcsak Arany János A nagyidai cigányok c. eposzparódiája, vígeposza. 
Műfajparódia terén a magyar irodalom műfajteremtő alkotója Rejtő Jenő, aki az 1930-as évek végén írott humoros műveivel, az ún. pengős könyvekkel (Piszkos Fred, a kapitány, A tizennégy karátos autó, A három testőr Afrikában stb.) a ponyvaregény-paródiát teremtette meg. Legsikerültebb művei, a P. Howard-álnéven közreadott légiós könyvek, tengerésztörténetek, krimik afféle ponyvaparódiák. Bőven merített a kalandregények kliséiből, a számos magyar és külföldi műben előforduló fordulatokat kiforgatta, ill. pesti humorral telítette. A legsikerültebb Rejtő-figurák a kalandregényekből unalomig ismert szereplők karikatúrái. 

### Így írtok ti
Nálunk a legismertebb irodalmi paródia Karinthy Frigyes Így írtok ti c. műve (alcíme szerint "Irodalmi karrikaturák"), amely először 1912-ben jelent meg. E kötet a kortárs irodalom alkotóinak kifigurázásán kívül műfaji paródiákat is tartalmaz. 

### Ugat
Az 1908-ban indult Nyugat folyóirat, amely a 20. századi modern magyar irodalom úttörő vállalkozásának számít, rengeteg kritikát kapott. A szellemesebbek közé tartozott Lovászy Károly 1912-ben közreadott Ugat című lapparódiája. A paródiafüzet küllemében, tipográfiájában is a folyóiratra hajazott, s mintegy másfél tucat rövidke írásban a Nyugat ismertebb íróit figurázta ki, eltorzított álneveken (Macsics Mihály – Babits Mihály, Nyaffka Margit – Kaffka Margit, Fép Ejnő – Szép Ernő stb., a fő-parodista Karinthy Frigyes pedig Xarinthy Friderik néven szerepel).
Ady-paródiája (Adyde Endre: Ez is dal, ez is dal címmel):
Fordítva ordítok

Rátok

Közuti Villamos Kocsik,

Utálatos Rákok.

Nősténynek

Üdvösség,

Kannak

Büdösség.

Vesszen meg a kutya,

Vesszen meg a költő, aki dadog,

Csak Te légy üdvöz Marha Szerkesztő,

Ki e Verset is leadod.